# Larissa (satélite)
Larissa, também conhecido como Netuno VII, é o quinto satélite natural mais próximo do planeta Netuno. O nome deste satélite vem de Lárissa, amante de Poseidon (Netuno), na mitologia grega (romana).
Foi descoberto pela primeira vez por Harold J. Reitsema, William B. Hubbard, Larry A. Lebofsky e David J. Tholen através de observações durante uma ocultação estelar em 24 de maio de 1981, e dada a designação temporária S/1981 N 1, foi anunciado em 29 de maio de 1981. A lua foi confirmada como o único objeto na sua órbita, durante o sobrevoo da Voyager 2, em 1989, após o que recebeu a denominação suplementar S/1989 N 2 a 2 de agosto de 1989. No anúncio feito por Stephen P. Synnott foram referidos "10 fotos tiradas durante 5 dias", o que dá uma detecção um pouco antes da data de 28 de julho. O nome foi dado em 16 de setembro de 1991.